# Filberthassel
Filberthassel (Corylus maxima) är en björkväxtart som beskrevs av Philip Miller. Enligt Catalogue of Life och Dyntaxa ingår Filberthassel i släktet hasslar och familjen björkväxter. Arten förekommer tillfälligt i Sverige, men reproducerar sig inte. Inga underarter finns listade.
Trädets ursprungliga utbredningsområde är inte känt. Enligt olika uppskattningar kommer det från norra Grekland, norra Turkiet eller Kroatien. I dessa stater förekommer under 2000-talet odlade bestånd. Kultiverade populationer hittas även i andra länder på Balkan längs Adriatiska havet från Slovenien till Bosnien och Hercegovina, på Cypern och glest fördelad i England (inklusive Isle of Man).
Filberthassel är utformad som en buske eller som ett mindre träd. Den blir 6 till 10 meter hög. Arten hittas i öppna trädansamlingar och i trädgårdar.

## Bildgalleri

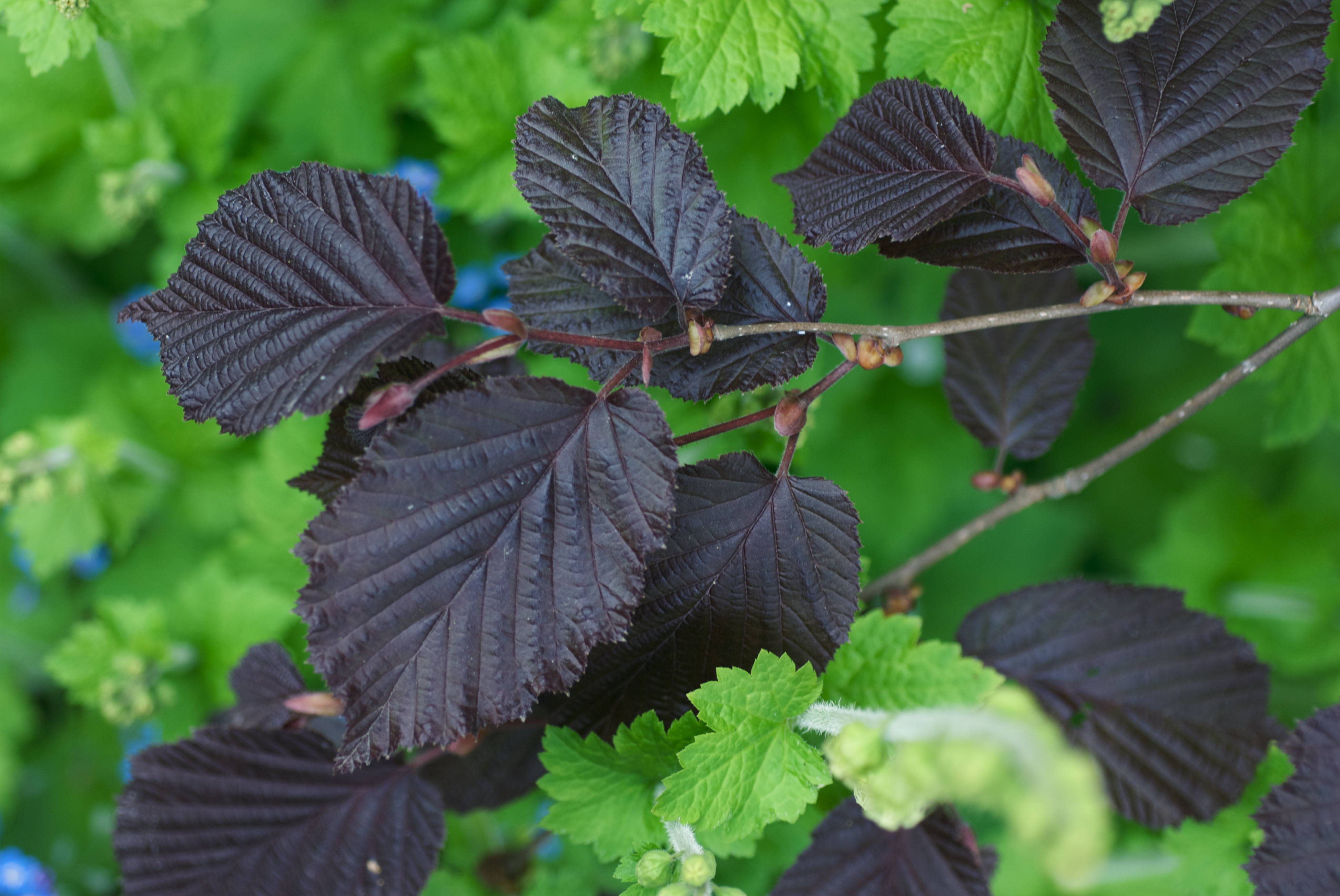